# Oslavanská brázda
Oslavanská brázda je geomorfologický podcelek na jižní Moravě, západně od Brna. Je součástí Boskovické brázdy.
Jedná se o úzkou a protáhlou sníženinu, která tvoří jižní část Boskovické brázdy. Je složena ze soustavy několika kotlin, které jsou od sebe odděleny zvýšenými částmi (pahorkatinami). Nejvyšším bodem je vrchol Květnice (470 m n. m.). Oslavanská brázda, vytvářející prostor mezi Tišnovem a Moravským Krumlovem, je vyplněna zejména permo-karbonskými a neogenními sedimenty, v její jižní části se nachází rosicko-oslavanská uhelná pánev.
Člení se na Šerkovickou kotlinu, Tišnovskou kotlinu, Chudčickou pahorkatinu, Veverskobítýšskou kotlinu, Hvozdeckou pahorkatinu, Rosickou kotlinu, Zbýšovskou pahorkatinu, Ivančickou kotlinu, Rokytenskou pahorkatinu a Moravskokrumlovskou kotlinu.